# Maslinica, Šolta
Maslinica je manjše ribiško naselje ob istomenskem zalivu na zahodni strani otoka Šolta, ki upravno spada pod občino Šolta; le-ta pa v Splitsko-dalmatinsko županijo.
Maslenica leži ob razčlenjeni obali, kjer so številne prodnate plaže: Tepli bok, Šoškova, Poganica in Vela luka, pred njo pa skupina otočkov : Stipanska, Rudula, Balkun, Polebrnjak, Grmej, Saskinja. V preteklosti je bila Maslinica glavno ribiško naselje na otoku. Danes pa postaja pomembno turistično središče. Morje je primerno za podvodni športni ribolov.
Iz starih zapisov je znano, da se je razvoj naselja pričel leta 1703, ko je družina Marchi v zalivu postavila baročni dvorec s štirioglim dvoriščem ter obrambnim stolpom s strelnimi linami, ki je služil za obrambo pred gusarji.
Tu se je rodil hrvaški režiser Lordan Zafranović.

## Demografija
| Pregled števila prebivalcev po letih | Pregled števila prebivalcev po letih | Pregled števila prebivalcev po letih | Pregled števila prebivalcev po letih | Pregled števila prebivalcev po letih | Pregled števila prebivalcev po letih | Pregled števila prebivalcev po letih | Pregled števila prebivalcev po letih | Pregled števila prebivalcev po letih | Pregled števila prebivalcev po letih | Pregled števila prebivalcev po letih | Pregled števila prebivalcev po letih | Pregled števila prebivalcev po letih | Pregled števila prebivalcev po letih | Pregled števila prebivalcev po letih | Pregled števila prebivalcev po letih |
| ------------------------------------ | ------------------------------------ | ------------------------------------ | ------------------------------------ | ------------------------------------ | ------------------------------------ | ------------------------------------ | ------------------------------------ | ------------------------------------ | ------------------------------------ | ------------------------------------ | ------------------------------------ | ------------------------------------ | ------------------------------------ | ------------------------------------ | ------------------------------------ |
| 1857                                 | 1869                                 | 1880                                 | 1890                                 | 1900                                 | 1910                                 | 1921                                 | 1931                                 | 1948                                 | 1953                                 | 1961                                 | 1971                                 | 1981                                 | 1991                                 | 2001                                 | 2011                                 |
| 92                                   | 0                                    | 123                                  | 157                                  | 173                                  | 171                                  | 169                                  | 199                                  | 180                                  | 191                                  | 179                                  | 147                                  | 64                                   | 69                                   | 174                                  | 208                                  |